# Принцип Франка — Кондона
Принцип Франка — Кондона — принцип в спектроскопии и квантовой химии, согласно которому безызлучательный перенос электрона может состояться только в том случае, когда его энергия в начальном и конечном состоянии равны. Существует несколько дополнительных формулировок этого принципа:
- Электроны не обмениваются энергией с ядрами.
- Электроны движутся гораздо быстрее, чем ядра.
- Электроны всегда имеют равновесную конфигурацию при любом расположении ядер.